# Tony Dorsey
Pour les articles homonymes, voir Dorsey.
Tony Dorsey, né le 15 juin 1970 à Atlanta en Géorgie, est un joueur américain, naturalisé anglais de basket-ball. Il joue au poste d'ailier fort.

## Biographie
Dorsey est naturalisé anglais et a disputé quinze matchs avec l'équipe d'Angleterre.

## Clubs
- 1988-1992 :  Lions de North Alabama (NCAA II)
- 1992-1993 :  Trojans d'Atlanta/Eagles d'Atlanta (USBL)
- 1994-1996 :  Birmingham Bullets (British Basketball League)
- 1996-1997 : 
  -  Steiner Bayreuth (Basketball-Bundesliga)
  -  Birmingham Bullets (British Basketball League)
- 1997-1998 :  Birmingham Bullets (British Basketball League)
- 1998-2000 :  Manchester Giants (British Basketball League)
- 2000-2001 :  Hapoël  Jérusalem (Ligat Winner)
- 2001-2002 :  Cholet Basket (Pro A)
- 2002-2005 :  BC Ostende (Championnat de Belgique)
- 2005-2006 : 
  -  Scafati Basket (LegA)
  -  Aurora Jesi (LegA Due)
- 2006-2007 :  Newcastle Eagles (British Basketball League)
- 2007-2008 :  Guildford Heat (British Basketball League)
- 2008-2009 :  Everton Tigers (British Basketball League)
- 2009 :  Liverpool BC (British Basketball League)

## Distinctions
- Champion de NCAA II en 1991
- Meilleur marqueur du championnat de France 2001-2002